# Fiodor Tolstoï
Le comte Fiodor Ivanovitch Tolstoï, surnommé « L'Américain », Фёдор Ива́нович Толсто́й — « Американец » est un noble russe de la famille Tolstoï, oncle au 2e degré de l’écrivain Léon Tolstoï et oncle au 1er degré de la salonnière Anastasie de Circourt.
Avec son tempérament inhabituel, son désir marqué pour l'aventure et sa passion pour les duels et le jeu de cartes, il est renommé dans les cercles aristocratiques russes, et passe pour un personnage extrêmement scandaleux de la société russe du début du XIXe siècle. En même temps, il connaît personnellement beaucoup de poètes renommés de ce temps-là, et sert de modèle à certains pour des personnages de leurs œuvres.

## Biographie

### Enfance et adolescence
Fiodor Tolstoï naît parmi les sept enfants du comte Ivan Andreïevitch Tolstoï (1747 – 1832) et de sa femme Anna Fiodorovna († 1834), qui provenait de la famille de petite noblesse des Maïkov. On ne connaît pas avec certitude le lieu de naissance de Fiodor, mais on suppose qu'il est né dans la propriété de famille de Kologriv dans l'oblast de Kostroma.
La famille Tolstoï est ancienne et honorée dans l'Empire russe, mais elle s'est appauvrie au XVIIIe siècle après des conflits avec l’État, la confiscation ou le bannissement de certains de ses représentants. Pour ménager une carrière à leurs fils, il est devenu usuel de les envoyer dans une école militaire. C'est ainsi que Fiodor Tolstoï et ses deux frères font leurs études à l'école des cadets de la marine impériale à Saint-Pétersbourg.

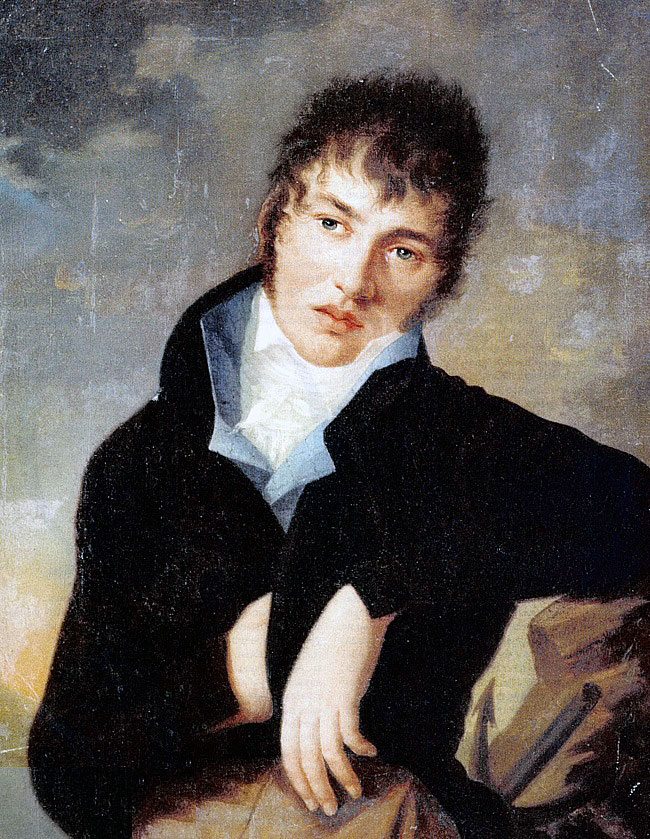
Fiodor Tolstoï jeune

Dès sa jeunesse, Fiodor montre beaucoup de force physique, d'adresse et d'endurance, ce qui présage bien pour une carrière militaire. Mais en même temps, il montre déjà son caractère imprévisible, parfois violent. À l’école des cadets, il acquiert une précision extrême à l’escrime et au tir, qui fera plus tard de lui un adversaire dangereux en duel. À la fin de ses études, il ne fait cependant pas son service militaire dans la marine, mais – peut-être grâce à l'appui de puissants parents – dans le régiment Préobrajensky de la Garde impériale.
Ses camarades d'alors, parmi lesquels par exemple le futur critique littéraire Faddeï Boulgarine, se rappellent Tolstoï comme un excellent tireur, et un combattant inhabituellement brave. Il est plein de tempérament, passionné, mais cependant il agit au combat avec un sang-froid et une décision remarquables. Son caractère sauvage, avec sa passion déjà marquée pour les femmes et le jeu, le conduisent à des querelles incessantes avec ses camarades et ses supérieurs, qui se terminent souvent par des infractions à la discipline. En outre, Tolstoï passe pour être extrêmement rancunier et vindicatif quand il arrive à quelqu'un de l’irriter.
Il est très habituel parmi les cercles d'officiers russes du début du XIXe siècle de courir des risques et de se mettre en danger, et ce, non seulement au front, mais aussi dans la vie ordinaire. À cette époque, les duels sont très goûtés et se font à propos des moindres querelles. Ce fait, en liaison avec les traits du caractère de Tolstoï, en particulier sa témérité bien connue, peut être le point de départ de son goût pour les duels. En 1799, à 17 ans, Tolstoï fait son premier duel avec un officier qui lui reproche des indisciplines. On ne sait pas comment le duel se termine, ni quelle punition Tolstoï reçoit. Selon certains témoignages de l'époque, Tolstoï perd le grade d'officier juste acquis et est dégradé au rang de soldat. Mais ceci est contredit par d'autres témoignages.

### Le tour du monde
En 1803, Tolstoï embarque en tant que membre d'équipage du trois-mâts carré Nadejda sous les ordres du commandant Adam von Krusenstern pour le premier tour du monde sous pavillon russe. On ne sait pas comment Tolstoï arrive sur ce bateau puisqu'il n'est pas de la marine. Maria Fiodorovna Kamenskaïa, fille de son cousin germain, le futur artiste célèbre Fiodor Petrovitch Tolstoï, écrit dans ses Mémoires que Tolstoï évite ainsi habilement une punition imminente dans le régiment Préobrajenski. Selon elle, il se présente alors dans l'équipage à la place de son oncle homonyme, qui doit faire partie du voyage comme diplomate, mais qui souffre énormément du mal de mer, et ne souhaite pas entreprendre ce voyage.
L'expédition part en août 1803 du port militaire russe de Kronstadt, avec deux navires, Nadejda et Néva, le second sous le commandement de Iouri Lisianski. À côté de ses buts d'exploration et de recherche, elle sert principalement à nouer des relations diplomatiques et commerciales entre l'Empire russe et le Japon, d'où la présence à bord d'une importante délégation diplomatique, sous la direction de l'homme d'État Nikolaï Rezanov. Le voyage parcourt d'abord la Baltique, la mer du Nord, l'Atlantique, passe au large des Canaries et de la côte du Brésil, jusqu'au cap Horn, puis, à travers le Pacifique, fait escale aux îles Marquises, à Hawaï et au Kamtchatka. Là, le Nadejda va faire escale à Nagasaki et Hakodate au Japon, et la Néva va à l'île Sitka, qui appartient alors à l'Amérique russe. Ensuite, l'expédition revient à Kronstadt par la Chine, Macao, l'océan Indien et l'Atlantique, la mer du Nord et la côte européenne de Russie. En tout, l'expédition dure un peu plus de trois ans, du 7 août 1803 au 19 août 1806.

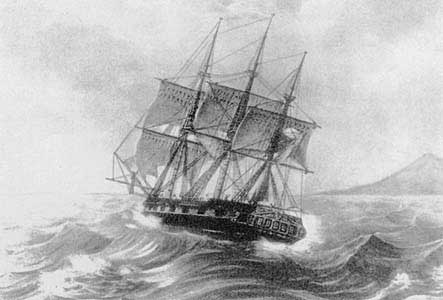
Le voilier Nadejda

Sur le bateau, l'absence de tâches à remplir rend l'attitude de Fiodor Tolstoï absolument imprévisible. Le comte provoque sans arrêt des disputes avec les autres membres de l'équipage, même avec le commandant Krusenstern. En plus, Tolstoï se permet souvent des bouffonneries à l'égard de compagnons de voyage qu'il n'apprécie pas. C'est ainsi qu'un jour, il fit boire le pope qui les accompagne sur la Néva, et pendant que celui-ci gît ivre mort au sol, il lui scelle sa longue barbe sur le plancher avec de la cire à cacheter, qu'il marque d'un sceau officiel. Ensuite, il faut complètement couper sa barbe pour pouvoir libérer l'ecclésiastique — et Tolstoï lui fait peur en lui disant qu'il ne faut pas briser les sceaux. Une autre fois, Tolstoï se glisse dans la cabine du commandant en son absence, avec la mascotte de l'équipage, un orang-outan domestique qu'il a acheté lors d'une escale dans une île du Pacifique. Là, il prend les cahiers de notes de voyage de Krusenstern, pose dessus une feuille de papier blanc et montre à l'orang-outan comment on noircit le papier avec de l'encre. Puis il enferme le singe seul dans la cabine, et celui-ci commence à imiter Tolstoï sur les cahiers du commandant. Quand le commandant rentre dans la cabine, toutes ses notes ont été rendues inutilisables.
Ce genre de comportement de Tolstoï à bord conduit de nombreuses fois à le mettre aux arrêts. Finalement Krusenstern perd patience et fait débarquer ce passager encombrant pendant l'escale au Kamtchatka. La suite de son voyage n'est connue que par ses propres récits, parfois invraisemblables. Du Kamtchatka, Tolstoï aurait gagné une des îles Aléoutiennes ou encore Sitka, et y aurait séjourné plusieurs mois parmi les autochtones d'Alaska, les Tlingits. Il est possible qu'il ait navigué sur la Néva du Kamtchatka jusqu'à Sitka après avoir été débarqué du Nadejda. C'est là – ou pendant une des escales du Nadejda aux Marquises – qu'il a orné son corps de nombreux tatouages, qu'il est fier de présenter aux curieux. L'orang-outan évoqué plus haut, qui a été débarqué avec Tolstoï, et dont le sort ultérieur est inconnu, donne lieu à de nombreux racontars qui circuleront plus tard dans le milieu de la noblesse de Russie. Selon ces bruits, la guenon aurait servi de concubine à Tolstoï pendant son séjour au Kamtchatka, mais on prétendra aussi que Tolstoï l'aurait mangée pendant son séjour de Robinson sur son île.
En tous cas, Tolstoï doit revenir de ces îles d'Amérique russe à Saint-Pétersbourg, par l'extrême-Orient russe, la Sibérie, l'Oural et la région de la Volga. Ce voyage est émaillé de nombreuses aventures, dont seul Tolstoï connaît le détail. D'après ses propres récits, il prend d'abord un cargo d'Alaska jusqu'au port de Petropavlovsk-Kamtchatski au Kamtchatka, d'où il fait un long voyage par la terre jusqu'en Russie européenne, sur des charrettes, des traîneaux, et aussi en partie à pied. Une des rares évocations écrites de cette odyssée se trouve dans les Notes publiées en 1892 par le journaliste Filipp Wigel, qui voyage dans le pays à l'été 1805 pour étudier le quotidien des Russes, et qui y rencontre par hasard Tolstoï en Oudmourtie. Il raconte :
« À un de nos arrêts, nous voyons avec surprise entrer un officier sous l'uniforme du régiment Préobrajenski. C'est le comte F. I. Tolstoï […] Il a fait le tour du monde avec Krusenstern et Rezanov, mais s'est disputé avec tous, les a tous fait se disputer entre eux et a été débarqué au Kamtchatka comme dangereux, et il rentre par la terre à Pétersbourg. Qu'est-ce qu'on peut raconter sur lui… »
Le voyage de Tolstoï se termine avec son arrivée à Saint-Pétersbourg au début août 1805. Par son aventure, qui donne lieu à toutes sortes de ragots dans le milieu de la noblesse, le comte gagne une célébrité presque légendaire, ainsi que son surnom à vie de L'Américain, par allusion à son séjour en Amérique russe.

### Participation à la guerre
Au moment de son arrivée à la capitale, une contrariété supplémentaire attend Tolstoï : dès qu'il arrive à la limite de la ville, il est interpellé et mis aux arrêts. Par ailleurs, un ordre spécial du tsar Alexandre Ier lui interdit d'entrer dans la capitale.
Le passé jusqu'alors scandaleux de Tolstoï lui interdit de continuer sa carrière militaire. Du régiment d'élite Préobrajenski, il est muté dans la fortification plutôt quelconque de Nyslott (nom suédois de Savonlinna), où il sert de 1805 à 1808. Le journaliste évoqué précédemment, Filipp Wigel, écrit, au sujet de cette période assez insatisfaisante pour Tolstoï :
« Quand il arrive de son tour du monde, il est arrêté à la limite de la ville de Pétersbourg, puis conduit à la fortification de Nyslott, en ne faisant que traverser la capitale. Par ordre du même jour, il est muté du régiment Préobrajenski à la garnison de cet endroit, en conservant son grade de lieutenant. C'est une dure punition pour un brave combattant, qui n'a encore jamais participé à une bataille, et ce, juste au moment où la guerre embrase toute l'Europe d'est en ouest. »

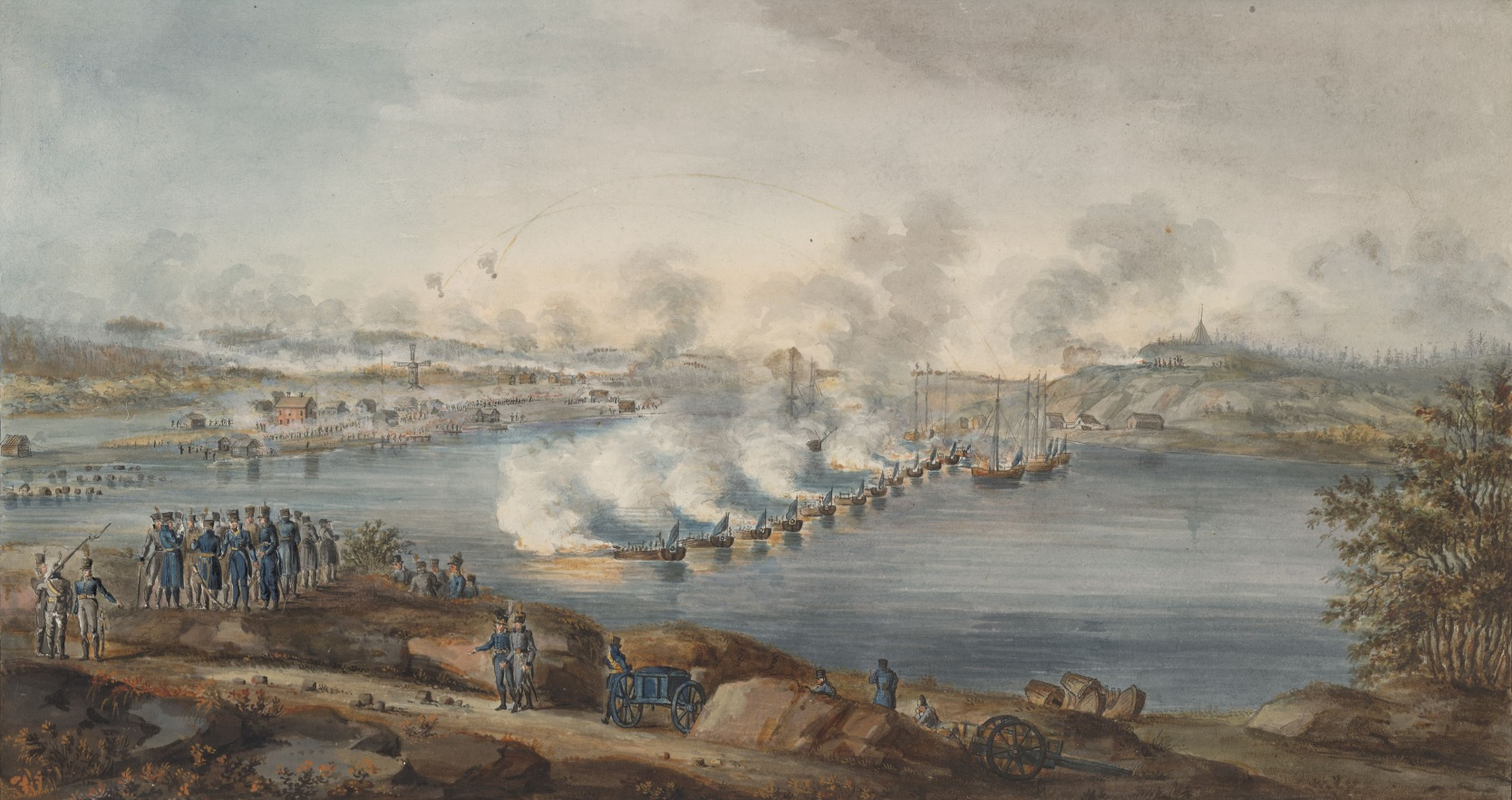
Bataille de Ratane près d'Umeå

Ce n'est que son amitié avec le général Mikhaïl Petrovitch Dolgoroukov qui ménage au comte finalement un poste comme aide de camp sur l’un des fronts de la guerre russo-suédoise qui vient d'éclater. Tolstoï se trouve enfin dans son élément : il prend une part active aux combats, parmi lesquels la bataille d'Iisalmi le 15 octobre 1808, où Dolgoroukov tombe au champ d'honneur. Quelques semaines plus tard, Tolstoï conduit au risque de sa vie une opération de reconnaissance sur la côte du golfe de Botnie, qui permet au corps de 3 000 hommes du général Michel Barclay de Tolly de traverser sans pertes le golfe sur la glace, et de prendre la ville d'Umeå. Pour cette action, qui fait faire un pas décisif à l'armée russe vers la victoire sur la Suède, Tolstoï est enfin réhabilité aux yeux du commandement, et est autorisé à reprendre son service le 31 octobre 1808 comme lieutenant au régiment Préobrajenski.
Peu de mois après, il arrive qu'il participe de nouveau à deux duels : dans le premier, Tolstoï tue un capitaine de ses collègues, qu'il a apparemment provoqué lui-même en lançant d'obscènes commérages sur sa sœur. Quelques jours après, il se bat en duel avec le jeune enseigne Narychkine, qui affirme que Tolstoï l’a trompé au jeu de cartes, le provoque, et est de même tué. Il s'ensuit pour Tolstoï plusieurs mois d'arrêts dans la fortification de Vyborg, et son congédiement des forces armées le 2 octobre 1811.
Moins d'un an après, Tolstoï repart à la guerre, cette fois comme volontaire pour la défense de Moscou dans la « Guerre patriotique de 1812 » (contre Napoléon). Il est affecté au 42e régiment de chasseurs à pied. Dans la bataille de la Moskova, il se bat en première ligne et y est gravement blessé à la jambe. Le général Nikolaï Raïevski, qui a noté le courage de Tolstoï, le recommande dans une lettre au maréchal Mikhaïl Koutouzov. Il reçoit alors l'Ordre russe de Saint-Georges de quatrième classe (5 février 1815). En outre, il est à nouveau réhabilité et promu au grade de colonel. À la fin de la guerre, Tolstoï démissionne définitivement de l'armée et s'établit à Moscou.
« Alors il revêt l’uniforme, part à la guerre contre l'ennemi, se distingue et reçoit la croix de St Georges de 4e classe. (Piotr Viazemski) »

### Vie à Moscou
De 1812 jusqu'à sa mort, Tolstoï vit la plupart du temps à Moscou dans sa maison de la rue Sivtsev Brajek (ru), dans l’actuel quartier de l’Arbat. Son passé renommé et à la fin presque héroïque en fait un personnage bien connu de la haute société moscovite – circonstance que Tolstoï apprécie certainement. Régulièrement, il participe comme invité ou invitant à des réceptions mondaines et des bals, où il a la réputation d'être un fin gastronome. En plus, grâce à la solide formation générale acquise à l'école des cadets, il se lie facilement avec des artistes renommés et s'y fait beaucoup d'amis. On y compte des représentants de la bohème de Moscou et de Saint-Pétersbourg, comme les poètes Baratynski, Joukovski, Griboïedov, Batiouchkov, Viazemski ou Davydov, et plus tard aussi Gogol et Pouchkine.

#### Le jeu et les duels
Tolstoï se gagne une grande réputation de joueur de cartes pendant ses années de séjour à Moscou. D'ailleurs il ne fait lui-même pas mystère de ce que son jeu n'est pas toujours régulier. Selon des souvenirs de contemporains, Tolstoï n'aime pas faire confiance à sa chance, et préfère donc jouer « à coup sûr », par une tricherie éventuelle, car « seuls les imbéciles jouent au hasard », comme il le dit lui-même. Il arrive donc souvent que Tolstoï gagne de grosses sommes d'argent, qu'il dilapide allègrement pour son train de vie. Il arrive aussi parfois que Tolstoï soit la victime de tricherie au jeu et qu'il perde de grosses sommes.
« Quelque part à Moscou, Pouchkine rencontre Tolstoï à une table de jeu. On joue. Tolstoï triche. Pouchkine lui fait remarquer. Oui, je le sais bien moi-même, lui répond Tolstoï, mais je n'aime pas qu'on m'en fasse la remarque. »
Tolstoï est surtout célèbre pour ses nombreux duels, pour lesquels les nombreuses situations de conflits de jeu lui offrent bien des occasions. On ne sait pas à combien de duels Tolstoï a pris part dans sa vie. Il est néanmoins certain qu'il y a tué en tout au moins onze personnes. Visiblement, les duels ne sont pas pour Tolstoï seulement une manière de défendre son honneur, comme c'est l'usage chez les officiers russes de l’époque, mais tout simplement un passe-temps. Dans un cas, Tolstoï ne doit initialement être que le second d'un ami proche. Mais comme il se fait des soucis pour la vie de ce dernier, il décide de le sauver de la manière suivante : peu avant le duel, il provoque l'adversaire et le tue. Cette anecdote sera racontée oralement plus tard par son neveu au 7e degré, l’écrivain Léon Tolstoï, qui a connu personnellement son parent excentrique dans sa jeunesse.

#### Vie privée

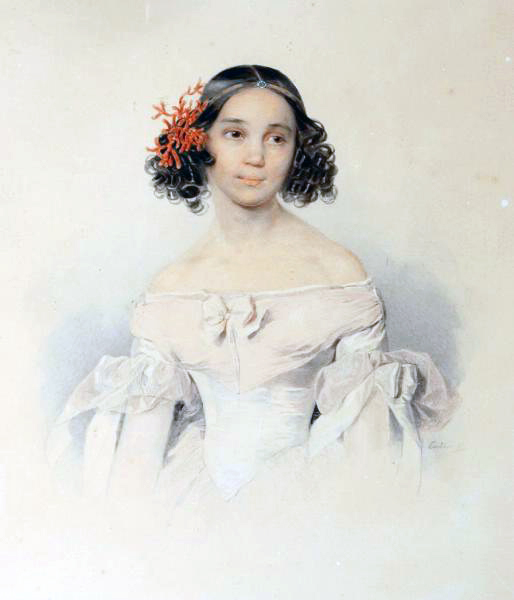
Portrait de la fille de Tolstoï Sarra (1821–1838), Aquarelle de Piotr Sokolov, vers 1835

Dans les premières années de sa vie moscovite, Tolstoï offre, par ses relations amoureuses souvent changeantes, un sujet d'incessantes spéculations et bruits pour la société toujours en mal de sensation qu'il fréquente. Après avoir vécu plusieurs années avec Avdotia Maximovna Tougaïeva, danseuse dans un de ces chœurs tziganes très répandus alors en Russie, il l'épouse finalement le 10 janvier 1821. Maria Kamenskaïa rapporte dans ses « Souvenirs » les raisons pour lesquelles il se décide à cette union hors des convenances sociales, si tard après des années de vie commune :
« Un jour, il perd au jeu une somme importante au Club Anglais [de Moscou] et doit être inscrit au panneau d'affichage pour défaut de paiement. Il ne veut pas survivre à cette honte, et décide de se tuer. Sa tzigane remarque son état excité, et commence à le questionner.

— Que veux-tu de moi ?, dit-il. Comment peux-tu m'aider maintenant ? On va me coller sur le panneau d'affichage, et je ne pourrai pas le supporter. Disparais !
Avdotia Maximovna n'abandonne pas, apprend de lui combien il doit, et lui apporte le lendemain matin la somme nécessaire. 
— D'où tiens-tu cet argent ?, s'étonne Fiodor Ivanovitch. 
— De toi-même. Tu m'as fait des cadeaux, que j'ai tous cachés. Reprends-les, ils sont à toi. 

Fiodor est visiblement ému, et là-dessus, il se marie avec sa tzigane. »
Ce mariage tient jusqu'à la mort de Tolstoï. Tougaïeva lui donne en tout douze enfants, dont une seule atteint l'âge adulte, sa fille Praskovia Fiodorovna, morte en 1887. La fille aînée de Tolstoï et de Tougaïeva, Sarra, qui montre depuis son enfance des dons pour la poésie, mais qui est extrêmement instable physiquement et psychiquement, meurt à 17 ans de consomption. Tous les dix autres enfants sont mort-nés ou meurent en bas âge.

#### Rapports avec Pouchkine
Un des épisodes les plus connus de la vie à Moscou de Tolstoï est son rapport pas toujours amical avec le célèbre poète Alexandre Pouchkine. Ils se rencontrent personnellement pour la première fois au printemps 1819.

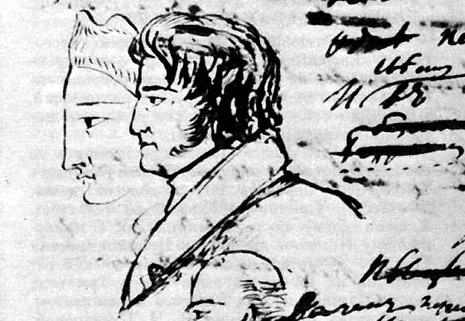
Tolstoï sur un dessin de Pouchkine

Leur dispute commence alors que Pouchkine, en 1820, tombe en disgrâce à cause de ses poèmes politiques, est banni et doit aller d'abord à Dniepropetrovsk (alors nommé Ekaterinoslav), puis dans le Caucase, en Crimée et en Bessarabie. À cette époque Fiodor Tolstoï répand le bruit — volontairement ou non, on ne sait pas — qu'avant son bannissement, Pouchkine a été fouetté par la police secrète. Apprenant ce commérage mensonger et blessant pour son honneur, le poète au tempérament vif et sensible ressent cela comme si blessant qu'il se promet de régler cela en duel avec Tolstoï dès son retour d'exil. En outre, le poète répond à Tolstoï par une épigramme, et ces vers violents dans le message « À Tchaadaïev » : « Est-ce que, philosophe, qui avais ces anciennes années, surpris les quatre parties du monde par ta dépravation, tu t'es alors civilisé, as expié tes infamies, t'es déshabitué du vin et arrêté de voler au jeu, ? » Il est curieux que quand, à la publication de « À Tchaadaïev » la rédaction remplace les mots « Est-ce que, philosophe » par « Sot philosophe, », Pouchkine proteste fortement : « Il y a là imprimé Sot philosophe ; pourquoi sot ? Les vers se rapportent à Tolstoï l'Américain, qui n'est pas sot du tout. »
Pouchkine pendant son exil se prépare au duel en s'exerçant de façon intensive au tir. Le 8 septembre 1826, sans laisser passer un seul jour après son retour à Moscou, il fait passer au comte sa demande de réparation en duel. Mais l'absence fortuite de Tolstoï de la ville ce jour-là empêche le duel imminent.
Par la suite, le bibliographe et ami de Pouchkine, Serguei Sobolevski, réussit quand même à réconcilier les deux adversaires. Il est possible que Tolstoï, d'habitude extrêmement rancunier, ait cette fois lui-même intérêt à la réconciliation, parce que la mort de son fait d'un poète alors déjà apprécié pourrait mettre en danger son amitié avec toute une série d'autres artistes qu'il apprécie.
Au cours des années suivantes, Tolstoï et Pouchkine deviennent même des amis. Ainsi, en 1829, Pouchkine fait passer par Tolstoï une lettre à sa future belle-mère, Natalia Nikolaïevna Gontcharova, que Tolstoï connaît personnellement. C'est dans cette lettre qu'il demande pour la première fois la main de sa fille de 17 ans, Natalia. Quoique Gontcharova ne juge pas opportun de donner une réponse définie à cette première demande, Pouchkine finit par arriver à ses fins, et leur mariage a lieu en 1831.

### Dernières années
Tolstoï ne peut que vivre avec peine la mort de ses enfants, surtout celle de Sarra à 17 ans. Certains de ses amis raconteront plus tard qu'à la fin de sa vie, Tolstoï est devenu croyant, et considère la mort de onze de ses enfants comme un châtiment divin pour les onze personnes qu'il a tuées en duel.
« Il compte onze personnes tuées par lui en duel. Il en écrit les noms avec précision sur son carnet. Il a 12 enfants, qui sont tous morts en bas âge, sauf deux filles. Au fur et à mesure que ses enfants meurent, il raye sur son carnet un nom de personne tuée par lui, et écrit en face : « Quitte ». Quand meurt son onzième enfant, une jeune fille charmante et intelligente, il raye le dernier nom de ses victimes et dit : Eh bien, grâce à Dieu, au moins ma petite tzigane bouclée va vivre! »
À partir de la fin des années 1830, on pense que Tolstoï ne se bat plus en duel, et joue rarement aux cartes. Au lieu de cela, il se plonge toujours plus dans la prière, pensant ainsi racheter ses péchés de jeunesse. De temps en temps, il part à l'étranger en cure ; il va à cette époque en Allemagne et en de nombreux autres pays européens.

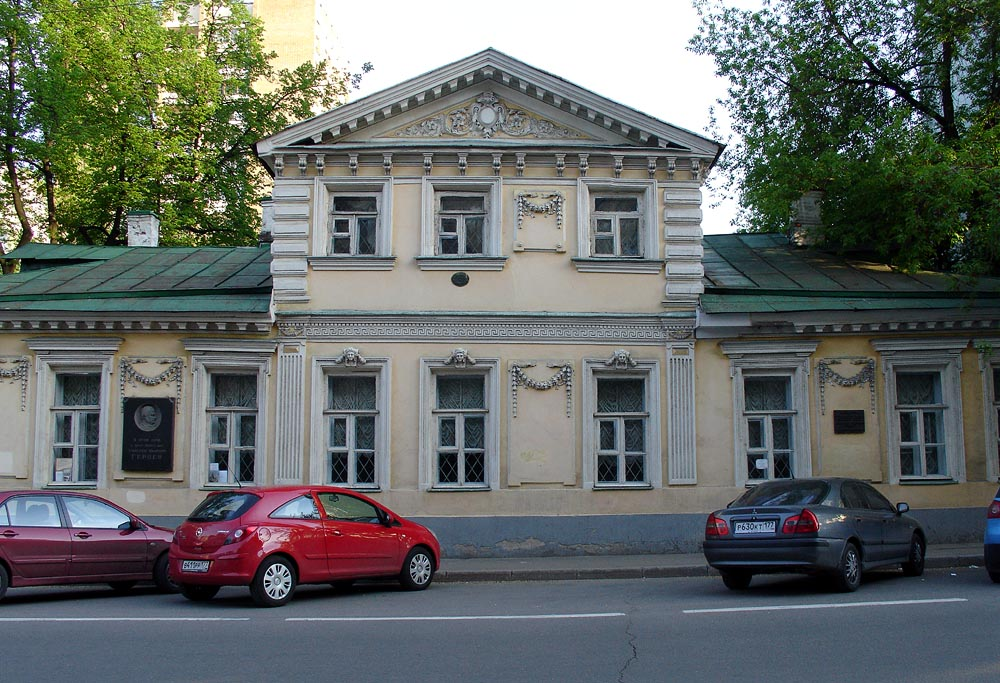
La maison d'Alexandre Herzen, conservée jusqu'aujourd'hui, qu'il a habitée dans les années 1843–1847. Elle se trouvait un peu de côté face à celle de Tolstoï, qui été détruite dans les années 1950.

Un des plus remarquables témoins de son temps, qui connaît alors Tolstoï personnellement, est le philosophe révolutionnaire et essayiste Alexandre Herzen, qui publiera une décennie plus tard ses souvenirs sur Tolstoï dans son livre autobiographique « Passé et méditations ». Il y raconte notamment :
« J'ai connu personnellement Tolstoï, et précisément à l'époque (1838) où il perd sa fille Sarra, une jeune fille extraordinaire, avec un grand don pour la poésie. D'un seul regard sur l'apparence du vieillard, sur son front caché de boucles de cheveux blancs, sur ses yeux étincelants, sur son corps athlétique, on voit combien la nature l'a comblé d'énergie et de force. Il a développé des passions impétueuses, des mauvaises inclinations, et ce n'est pas étonnant ; une longue période sans entraves nous permet de développer tous les vices, et ses passions humaines se sont renforcées dès le premier pas en garnison ou en Sibérie… »
Tolstoï meurt le 5 novembre 1846 après une courte maladie, à l'âge de 64 ans, dans sa maison de Moscou, en présence de sa femme et de sa seule fille survivante Praskovia. Selon les souvenirs de ses proches, il a demandé un prêtre peu avant sa mort, et s'est confessé pendant plusieurs heures. Il est enterré au cimetière Vagankovo, où l'on trouve encore sa tombe, considérée comme un legs d'importance régionale.
Sa veuve Avdotia lui survit environ quinze ans et meurt d'une mort tragique : en 1861, elle est poignardée et cambriolée par son propre cuisinier aidé de sa compagne, une de ses servantes. La maison de Tolstoï, qui n'était qu'à un pâté de maisons de la célèbre rue Arbat, n'a pu être conservée : en 1950, elle a dû faire la place à la policlinique « du Kremlin ».

## Fiodor Tolstoï dans la littérature
La personnalité alors mal famée de Tolstoï, mais aussi sa connaissance de nombreux auteurs de la première moitié du XIXe siècle, le conduit à servir de modèle pour les œuvres de divers auteurs.

### Chez Pouchkine
Le plus célèbre de ces auteurs fut encore Pouchkine, qui se laisse volontiers inspirer, même après sa réconciliation avec Tolstoï, par son ancienne sauvagerie. Dans le roman en vers Eugène Onéguine (1823-1831), Fiodor Tolstoï sert de modèle à Zaretski, un amateur enthousiaste de duels, qui parmi d'autres sert de second au personnage de Lenski, pour le duel de ce dernier avec Onéguine. Dans la description introductive de Zaretski, on lit :
« Zaretski habite à cinq verstes de Krasnogor, le village de Lenski, et il se porte encore bien dans son ermitage philosophique. Dans le temps, il a été tapageur, chef d'une bande de joueurs de cartes, mauvais sujet, tribun de taverne. Maintenant bon et simple père de famille célibataire, ami solide, propriétaire pacifique, et même homme honnête. Comme quoi notre vie peut se corriger! »

On déduit de ce passage que Pouchkine s'est déjà réconcilié avec Tolstoï quand il les écrit, puisqu'il le fait apparaître comme « même homme honnête », qui n'est déjà plus depuis longtemps un « mauvais sujet », mais un « père célibataire » – allusion évidente aux nombreuses années de concubinage avec Avdotia Tougaïeva. Un peu plus loin, Pouchkine fait résonner son amitié pour Tolstoï, sous la bouche du personnage éponyme : 
« Il n'était pas sot, et mon Eugène, tout en n'estimant pas son cœur, aimait ses opinions intellectuelles et ses intérêts judicieux et variés. C'est avec plaisir qu'il leur arrivait de se voir…  »
Iouri Lotman estime que, si Fiodor Tolstoï est bien à la base du personnage de Zaretski, Pouchkine a quand même fait subir une profonde transformation aux traits du modèle réel. En fait, Zaretski, « en se laissant aller sur un cheval kalmouk », est fait prisonnier, mais Tolstoï est officier du régiment Préobrajenski (c'est-à-dire de l’infanterie de la garde), et n'a jamais été fait prisonnier.

### Chez Griboïedov
Un autre poète d'importance de ce temps, qui sait utiliser la personnalité originale de Tolstoï dans ses œuvres est Alexandre Griboïedov. Dans son livre le plus connu, la comédie en vers Le Malheur d'avoir trop d'esprit (1816–1824), il nous y rappelle Tolstoï dans l’extrait suivant du monologue de Repetilov :
« Et il n'y a pas besoin de nommer notre chef, connu dans toute la Russie, on le reconnaît à son portrait : batailleur nocturne, duelliste, exilé au Kamtchatka, revenu Aléoute. Et il n'a pas du tout les mains propres. Car un homme raisonnable ne peut être qu'un fripon. Quand il célèbre l'honnêteté, nous voyons apparaître quelque démon, les yeux injectés de sang, le visage en feu, il pleure, et tous nous sanglotons,. »

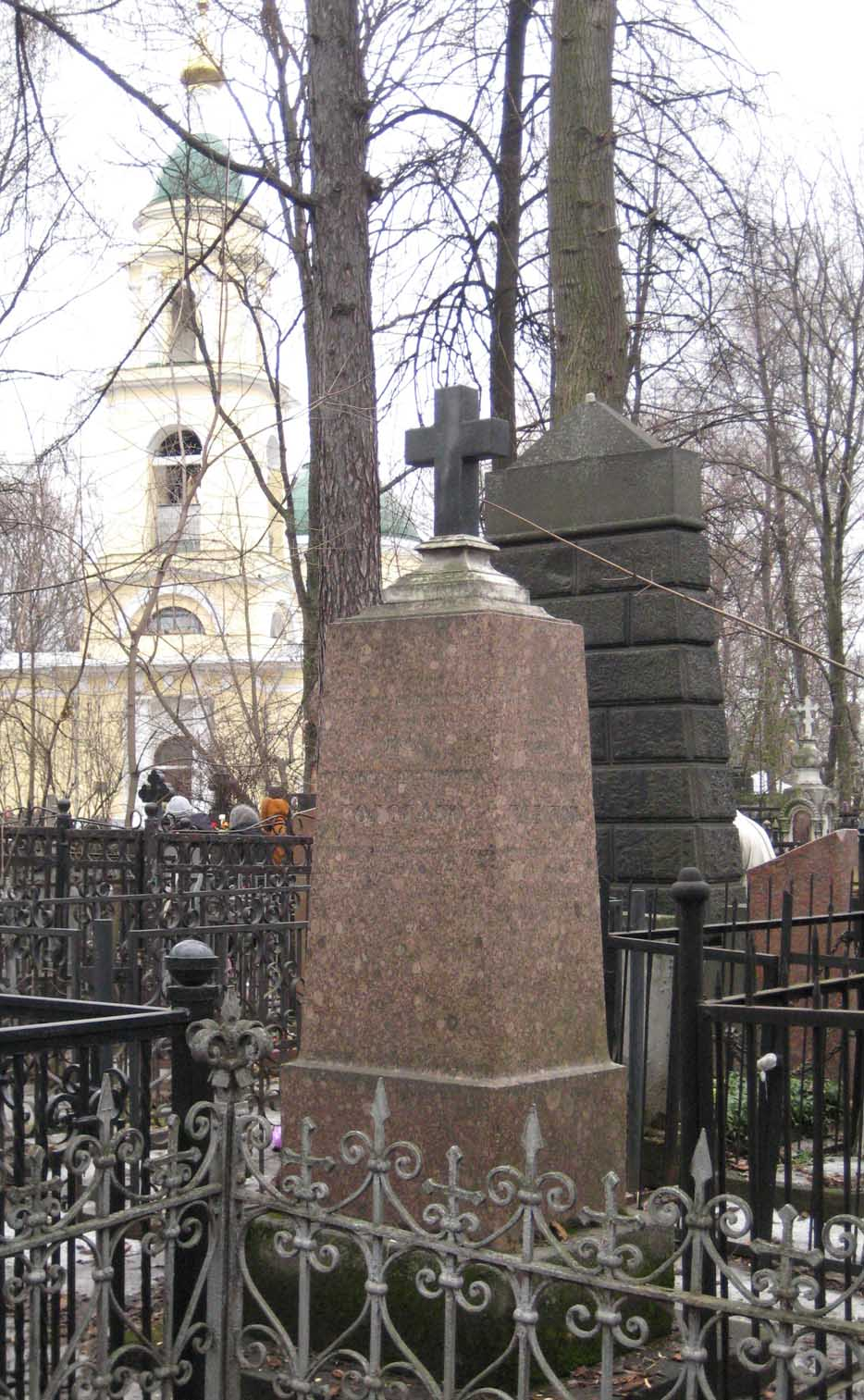
Tombe de Tolstoï à Moscou (Cimetière Vagankovo, carré no 13)

Ces vers, à la différence de la description de Zaretski par Pouchkine contiennent en partie des indications fausses sur Tolstoï. En particulier, il n'a jamais été exilé, ce qu'il souligne plusieurs fois après la parution de la pièce, et veut faire corriger. En plus, Tolstoï reproche à Griboïedov un jour dans une conversation que le vers « il n'a pas du tout les mains propres » peut tout simplement être mal compris dans le sens que Tolstoï est un voleur et un corrompu. Quand Griboïedov lui oppose que Tolstoï n'a pas toujours joué proprement, celui-ci dit : « Et c'est tout ? Eh bien, c'est ce que tu aurais dû écrire, tout simplement. » L'anecdote suivante montre que Tolstoï ne veut pas qu'on le soupçonne de corruption, mais qu'il montre quand même de l'humour : à une des premières représentations du Malheur d'avoir trop d'esprit à laquelle assiste Tolstoï, il attire sur lui l'attention d'un public curieux. À la fin du monologue de Repetilov, Tolstoï se lève et dit très fort au public tout oreilles : « Je jure que je n'ai jamais encaissé de dessous de table, puisque je n'ai jamais été fonctionnaire ! », sur quoi le public applaudit.

### Chez L. D. Tolstoï
Le célèbre parent du comte Fiodor Ivanovitch, l'écrivain Léon Tolstoï, utilise des traits de caractère de Fiodor comme modèle. Dans le récit Les deux hussards (1856) un vieux hussard, le comte Tourbine est décrit comme un « joueur, duelliste et séducteur » passionné. Dans son œuvre majeure, le roman historique Guerre et Paix, le personnage du prince Dolokhov, qui est passionné par les duels, les batailles et le jeu de cartes, mais doué d'un sang-froid et d'une brutalité marqués, doit être construit en partie sur l'image de Fiodor Tolstoï, bien que le modèle de base de ce froid personnage ne soit pas le bouillant Tolstoï l'Américain, mais le résistant I. S. Dorokhov.
Léon Tolstoï, né en 1828, a connu personnellement dans sa jeunesse son oncle Fiodor, et maintient, longtemps après sa mort, le contact avec sa veuve et sa fille. Il a traité plus tard dans ses Mémoires les impressions nées de ces relations. On y lit notamment :
Je me souviens comme il arrive dans une voiture de poste, entre dans le bureau de mon père et ordonne qu'on lui apporte ce pain sec français spécial ; il n'en mange pas d'autre. […] Je me souviens de son beau visage : bronzé, rasé, avec de gros favoris blancs jusqu'aux coins de la bouche, et des cheveux pareillement blancs et bouclés. On aimerait raconter bien des choses sur ce personnage extraordinaire, criminel et attrayant.
Ainsi Léon Tolstoï est fier de son fameux parent, malgré son passé fréquemment scandaleux. Le fils de Léon Tolstoï, Serge, s'est consacré à une recherche biographique récente sur Tolstoï l'Américain, où il a réuni beaucoup d'informations disponibles.

### Chez les autres auteurs
Ivan Tourgueniev utilise aussi des traits de caractère de Tolstoï dans deux de ses récits, Le Duelliste (Loutchkov) et Trois portraits (Vassili Loutchinov).
En outre, Tolstoï l'Américain est le modèle du tricheur Oudouchiev dans le roman La Famille Kholmski de D. N. Beguitchev.